# 賈安宅
賈安宅（1088-？），字居仁。浙江湖州烏程人，宋徽宗大觀三年（1109）己丑科狀元，時年22歲，為湖州第一位狀元。任秘書省正字，累官至戶部侍郎兼太皇贊讀。